# Internazionale Torino
O Internazionale Football Club Torino, também conhecido como Internazionale Torino, foi um dos mais antigos clubes de futebol da Itália. O clube foi fundado na cidade de Turim de 1891 após uma fusão, sendo o terceiro clube italiano dedicado ao futebol.

## Origens do clube
Antes da criação da Internazionale Torino, existiam dois clubes na cidade de Turim, que foram formados respectivamente em 1887 e 1889, a saber: Torino Football & Cricket Club e o Nobili Torino. O primeiro foi fundado por Edoardo Bosio, empreendedor da indústria têxtil britânica, que trouxe sua experiência do futebol na Inglaterra para a cidade de Turin; este foi o primeiro clube italiano à competir no futebol. Suas cores originais eram listas vermelhas e pretas.
O segundo clube, cujo nome significava "Nobres de Turim", reunia jovens da alta linhagem da nobreza de Turim, liderada pelo Duque dos Abruzos (que se tornou o presidente da nova sociedade) e Alfonso Ferrero di Ventimiglia (que mais tarde se tornaria presidente da FIGC). As cores do Nobili Torino eram listras de cor âmbar e pretas. Os dois se fundiram em 1891 para formar a Internazionale Torino, o novo clube tomou as cores do Nobili.

### Campeonato Italiano de Futebol
Ao lado do Genoa e de dois outros clubes de Turim, que surgiram depois da fundação da Internazionale, o FBC Torinese e Ginnastica Torino; a Internazionale Torino disputou o primeiro Campeonato Italiano de Futebol em 1898. A competição foi disputada no Velódromo Humberto I em Turim, e no seu primeiro jogo no Campeonato Italiano eles bateram o FBC Torinese por 1–0. Na final contra o Genoa, o jogo acabou 1–1 e, seguiu em uma prorrogação, na qual o Genoa marcou mais dois gols e terminou vencendo por 3–1, dando assim o primeiro dos dois vice-campeonatos da Internazionale Torino na competição.
O clube retornou pra sua segunda temporada em 1899, vencendo o Ginnastica Torino por 2–0 no Campo Piazza d’Armi em Turim, classificando para a grande final, novamente contra o seu algoz anterior, o Genoa. Mais uma vez, o Genoa ganhou a partida por 3–1 na Ponte Carrega em Genoa, com Albert Weber descontando para a Internazionale. Das duas temporadas no campeonato, o clube acabou ficando com dois vice-campeonatos.
Durante o ano de 1900, o clube fundiu-se ao F.B.C. Torinese, e passou a chamar-se Torinese.

## Campanhas
Campeonato Italiano de Futebol
- Vice-campeão: 1898, 1899